# Tagetes minuta
Tagetes minuta — висока прямостояча рослина з роду Чорнобривці, з дрібними квітками, поширена в південній половині Південної Америки.  Після іспанської колонізації він був завезений по всьому світу та натуралізувався в Європі, Азії, Австралії, Північній Америці та Африці. 

## Назва
Tagetes minuta має численні місцеві назви, які відрізняються залежно від регіону. В Андах він відомий як Huacatay або Wacatay, а в інших регіонах він поширений як chinchilla, chiquilla, chilca, zuico, suico або anisillo .  Інші назви включають мустер Джон Генрі,  південні чорнобривці,  хакібос, смердючий роджер,  дикі чорнобривці,  і чорна м'ята.

## Використання
Його використовують як кулінарну траву в Перу, Еквадорі та в деяких районах Чилі та Болівії. На кечуа його називають huacatay в Перу  або wakataya в Болівії.  Його зазвичай продають у латинських продуктових магазинах у форматі пасти у вигляді чорної м’яти.

## Опис
Цей вид чорнобривців може досягати висоти від 0,6 – 2 метрів. 

## Галерея

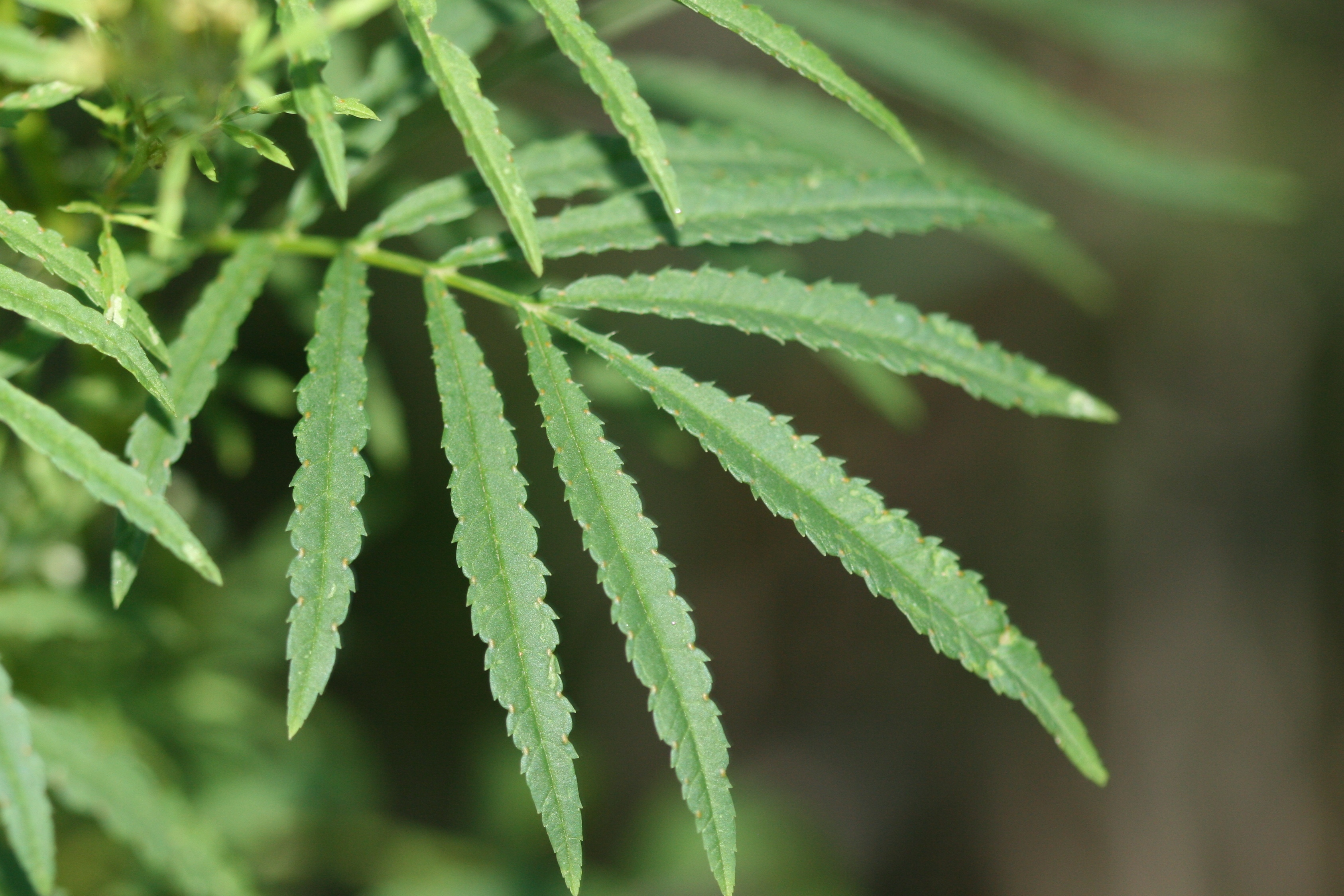
Збільшене перисте листя
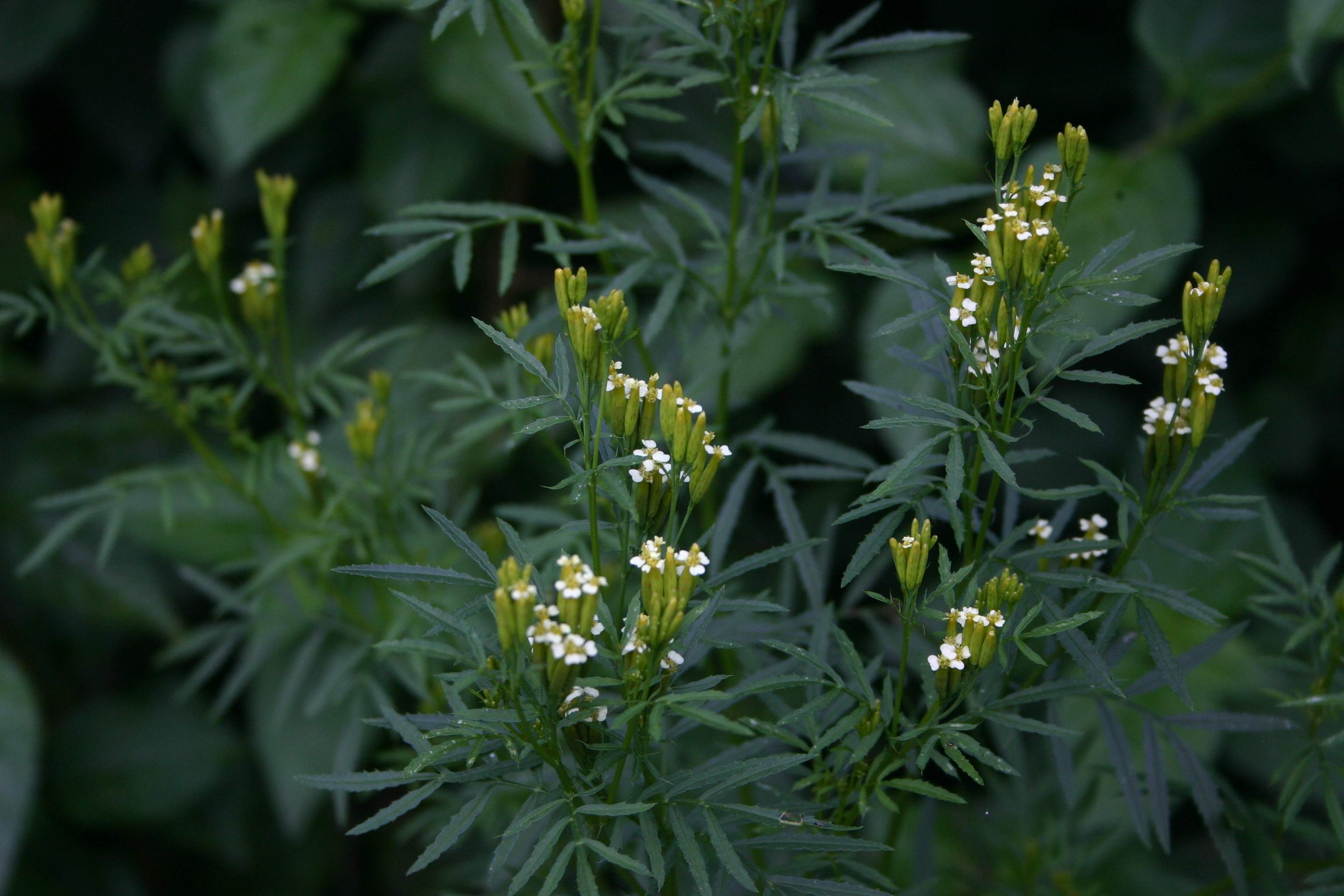
Вакатай у квітах
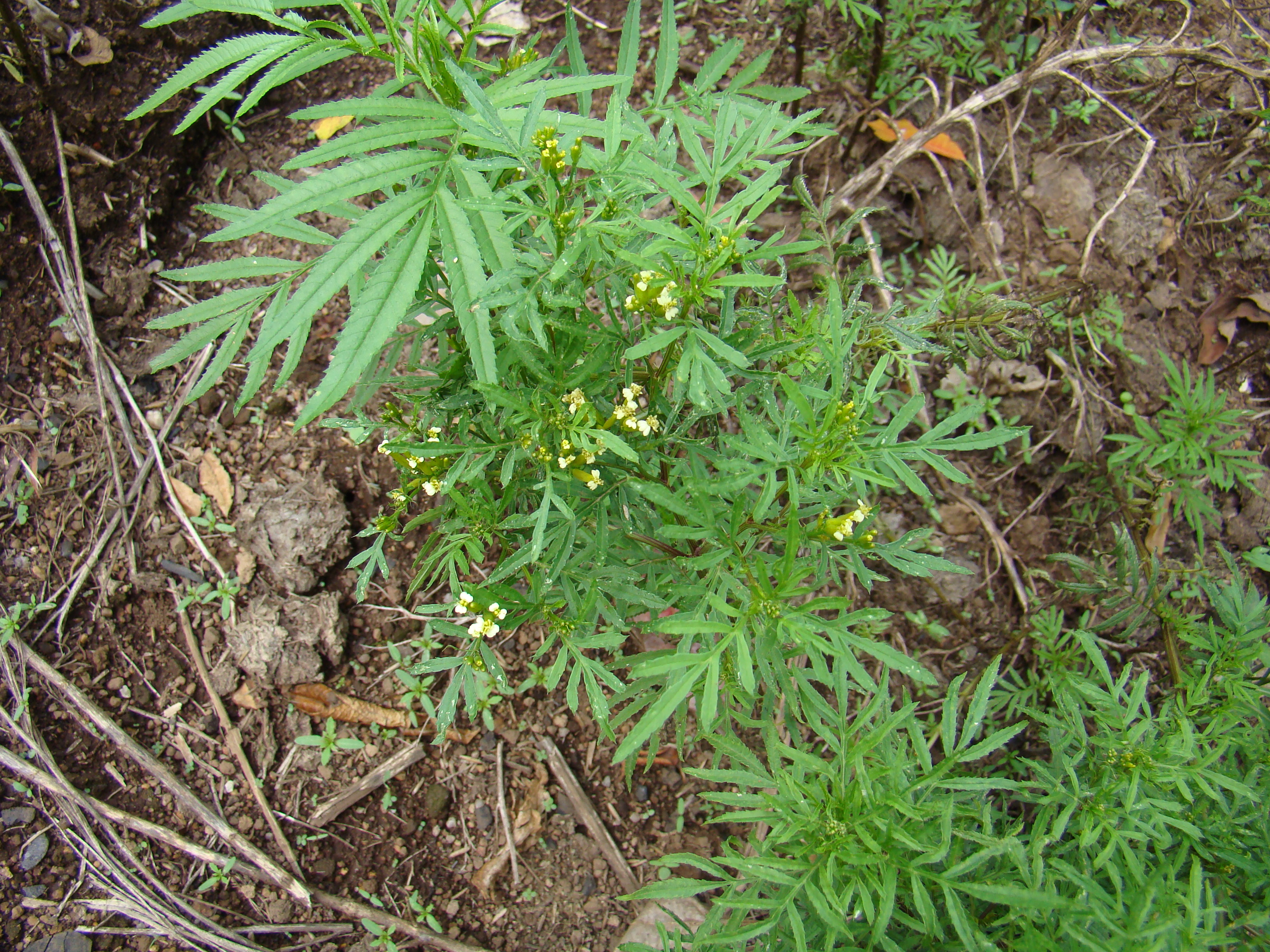
Kawunyira в Ентеббе, Уганда
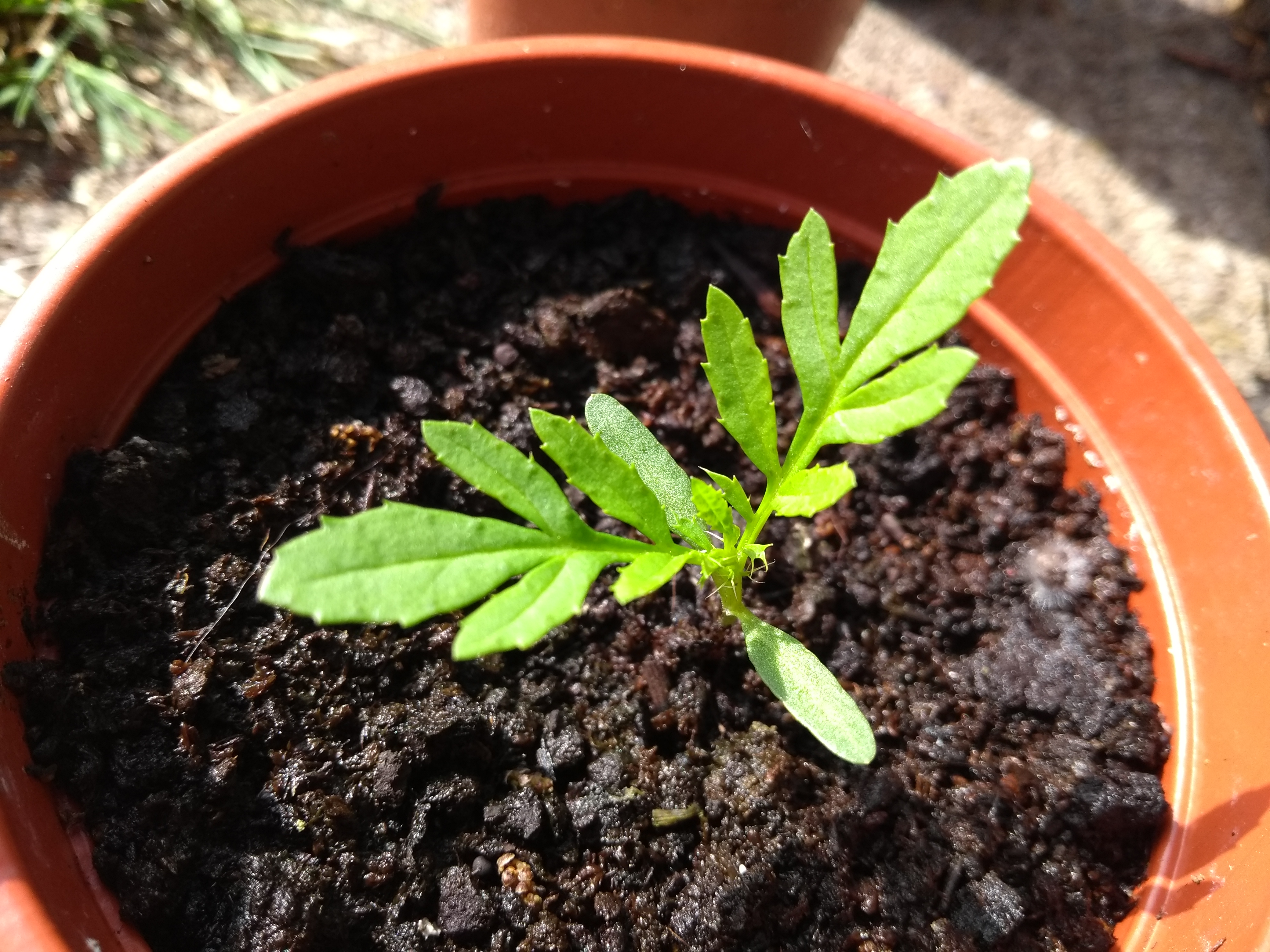
Саджанець перуанської чорної м'яти
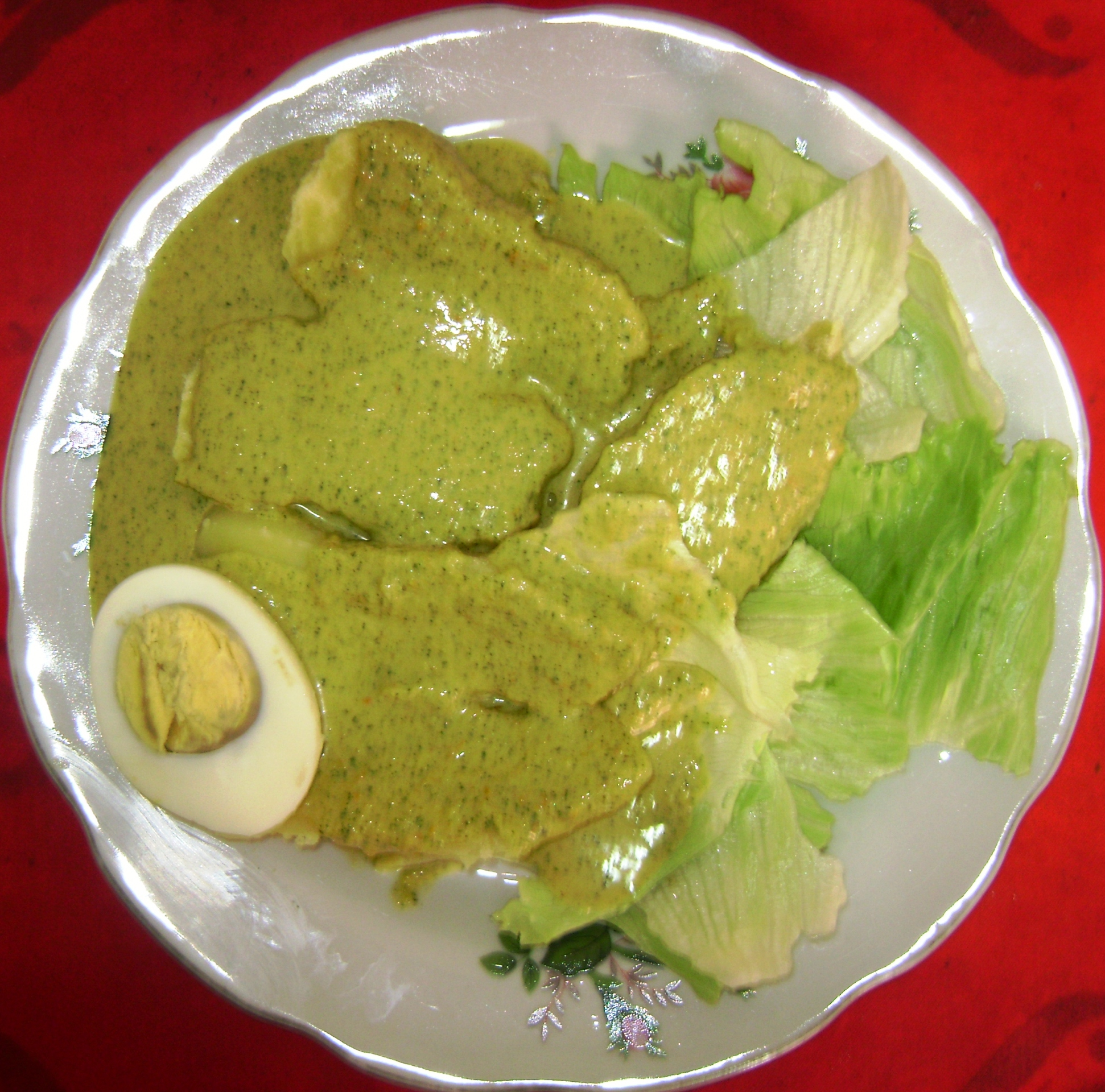
Окопа